# Gasidło

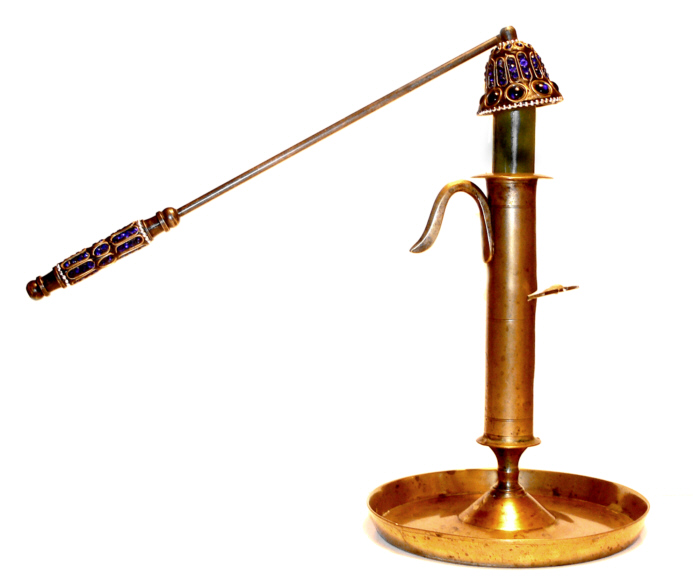
Gasidło w użyciu

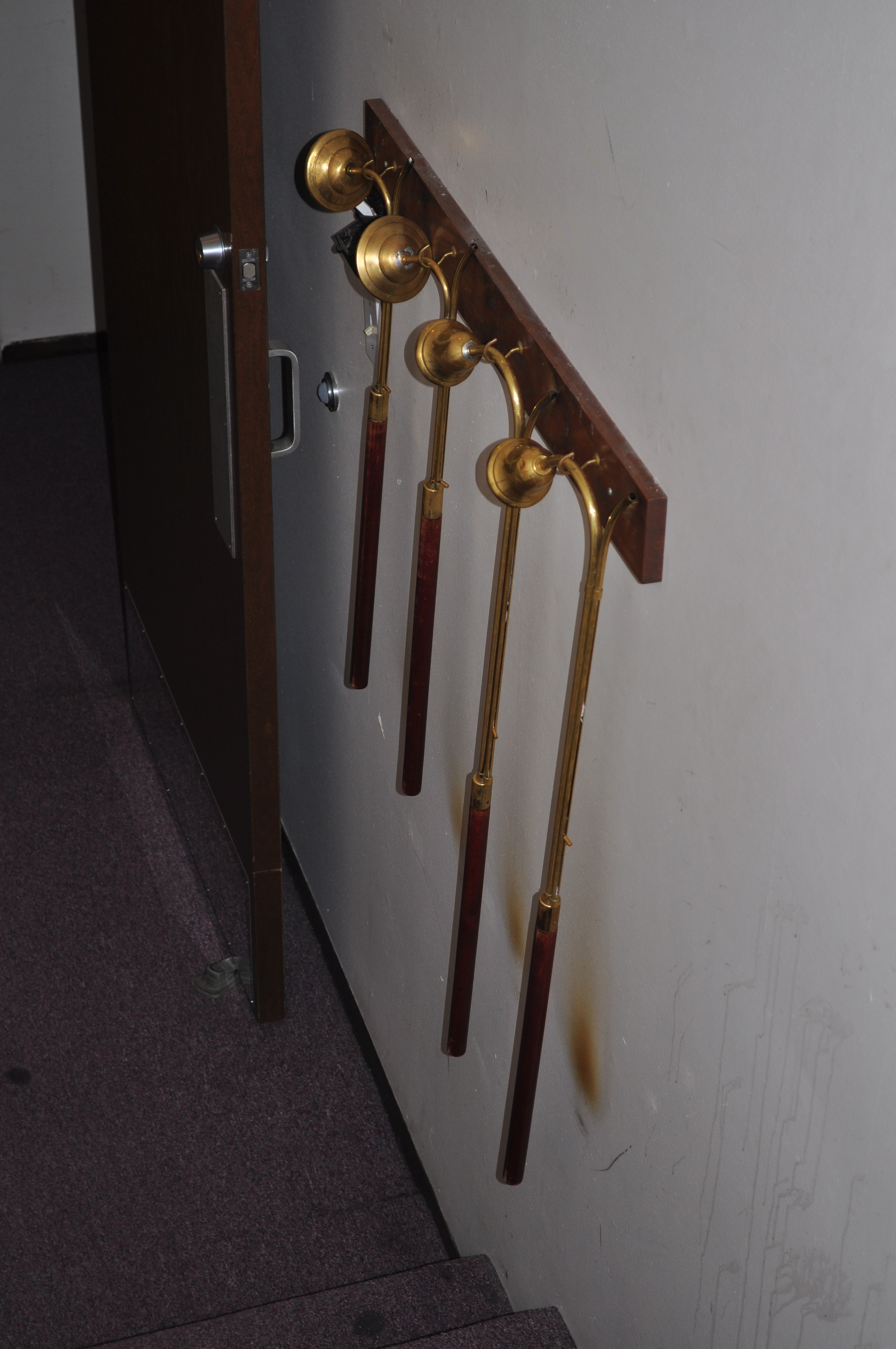
Gasidła kościelne

Gasidło (gaśnik) – przyrząd służący do gaszenia, czasem też do zapalania świec.
Ma postać metalowego lub drewnianego ramienia odpowiedniej długości, na którego szczycie znajduje się metalowy, stożkowy kołpak (kapturek). Po nakryciu kołpakiem płomienia świecy gaśnie on wskutek braku tlenu. Pod kołpakiem może znajdować się nawinięty, nawoskowany knot, po zapaleniu którego podnosi się gaśnik tak, by dotknąć płomieniem knota zapalanej świecy. Gaśniki były dawniej używane w kościołach do zapalania lub gaszenia wysoko umieszczonych świec bez konieczności ich zdejmowania. Bywają w użyciu do dziś.

## Inne znaczenia

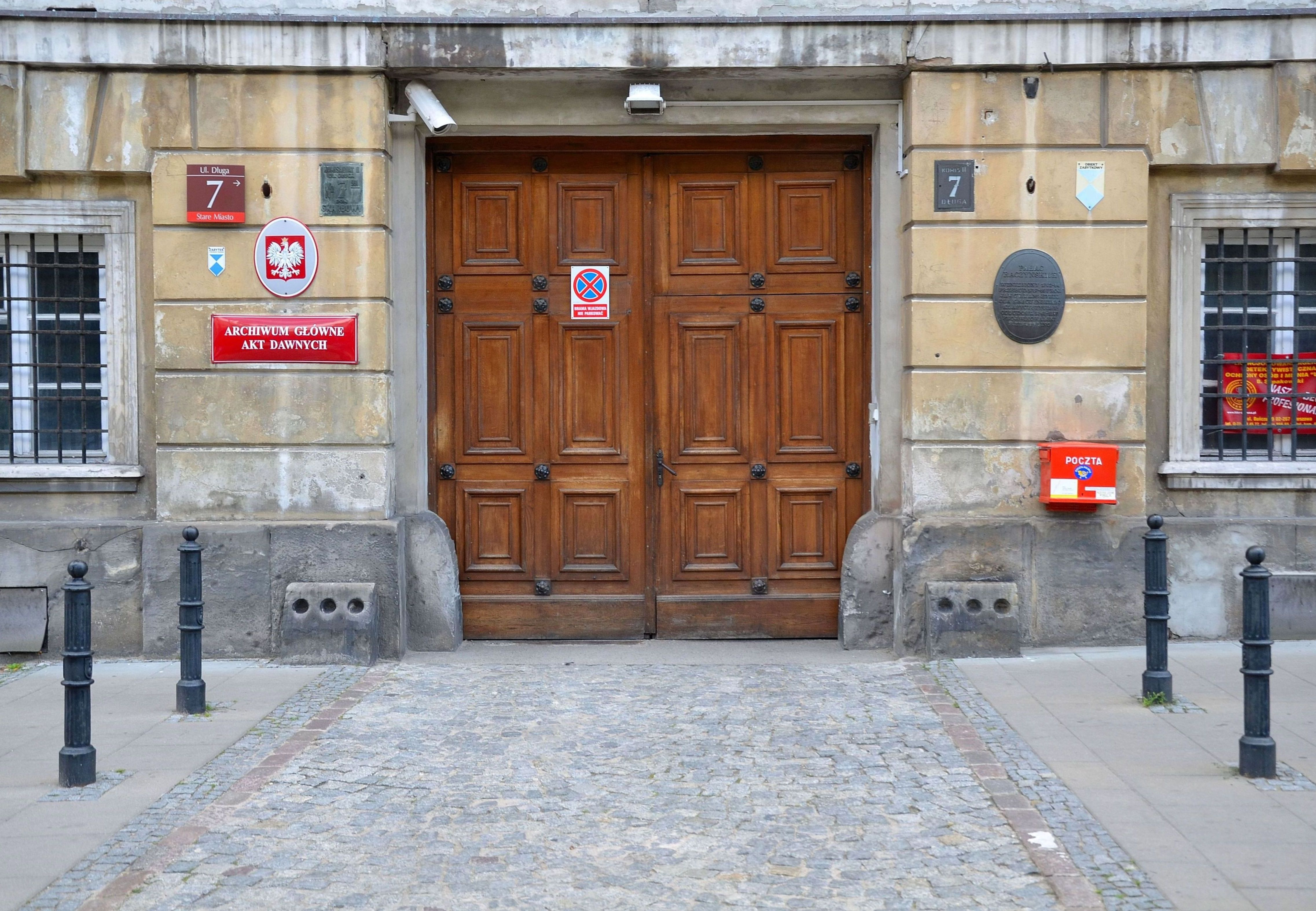
XVIII-wieczne gaśniki na pochodnie przed wejściem do pałacu Raczyńskich w Warszawie

Gaśnikami nazywane są również ociosane bryły kamienne z wgłębieniami ustawiane zwykle przed wejściem do budynków i służące do gaszenia pochodni.